# Patrouillevaartuig

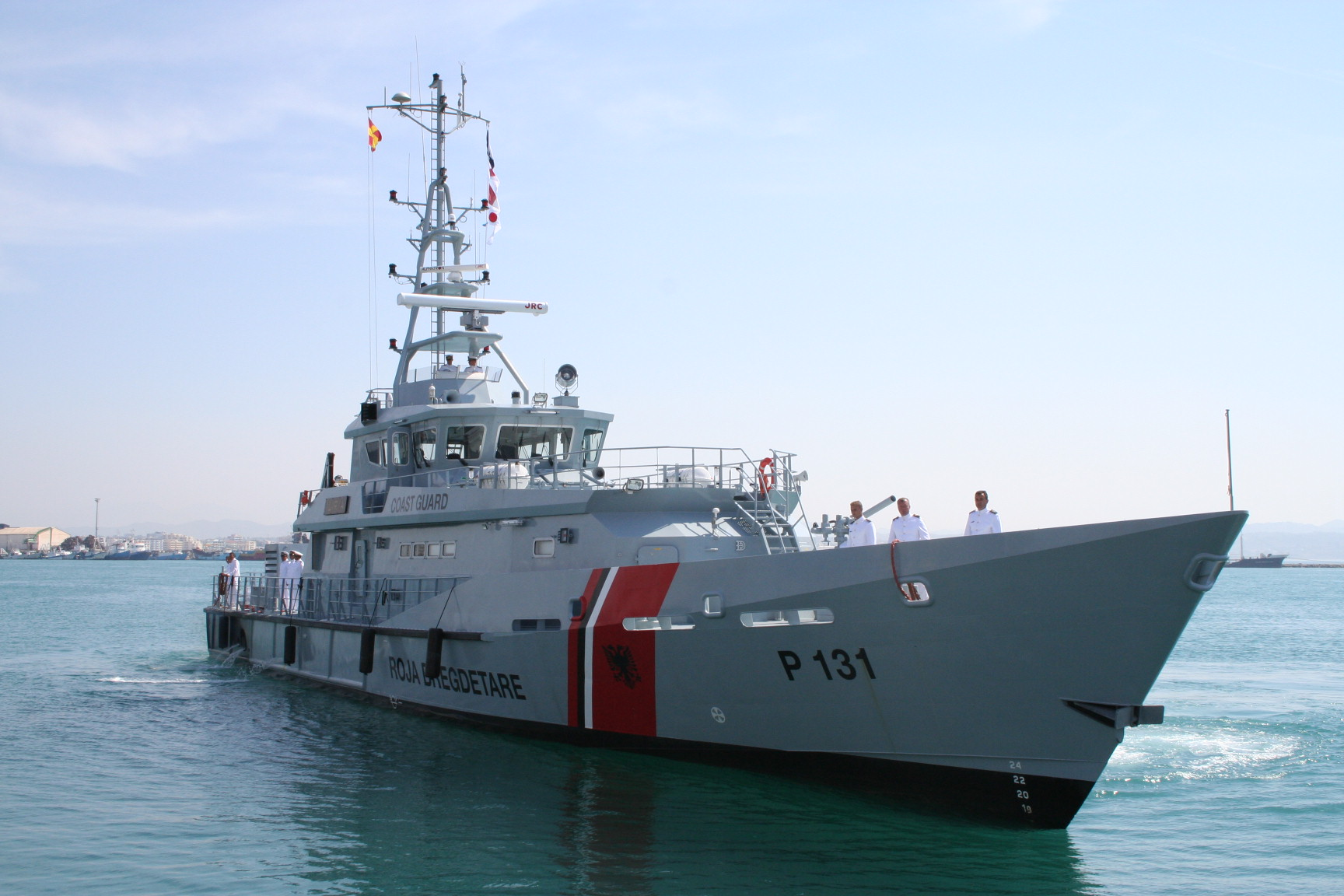
De Iliria, een modern patrouillevaartuig van de Albanese marine

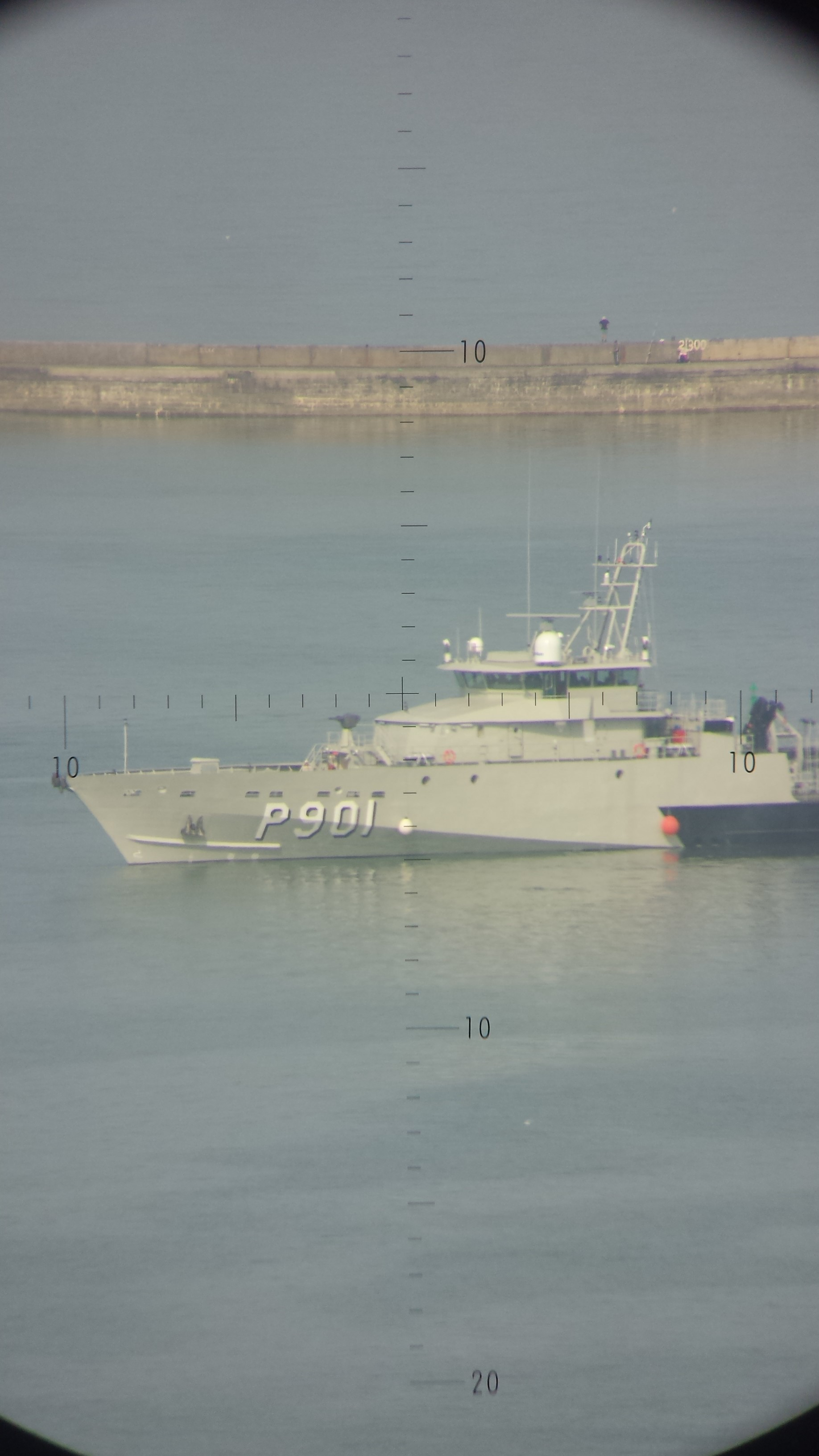
De P901 Castor van de Belgische marine

Een patrouillevaartuig is bij een zeemacht de aanduiding voor een klein schip, tot ca. 200 ton waterverplaatsing, dat gebruikt wordt voor betrekkelijk eenvoudige patrouille- en bewakingstaken in binnenwateren, kuststroken en riviermonden.
Patrouillevaartuigen zijn uitgerust met lichte wapens (mitrailleurs, machinegeweren). Scandinavische marines, zoals die van Noorwegen en Denemarken, kennen ook grotere patrouilleschepen voor soortgelijke taken in zeegebieden waar de omstandigheden extremer zijn, zoals rond Groenland en Spitsbergen. Deze schepen zijn groter om een langer durend verblijf op zee mogelijk te maken en een stabieler scheepsplatform te bieden, niet om meer bewapening te voeren. Naargelang het belang van continentale plateaus en exclusieve economische zones, die reiken tot 200 mijl uit de kust, groter werd verschenen dergelijke grote patrouilleschepen ook elders ter wereld.

## België
Door België worden patrouilleschepen ingezet voor taken als visserijwacht, steun aan politie en douane en kustwacht. Ze spelen een rol bij opsporing en reddings- en anti-vervuilingsopdrachten.
De verouderde patrouilleschepen van de Belgische marine, de A963 Stern, de A950 Valcke en de A996 Albatros, werden rond 2015 vervangen door twee nieuwe vaartuigen, de P901 Castor en de P902 Pollux. Ze hebben een waterverplaatsing van 569 ton.

## Nederland
De Koninklijke Marine had tussen ca. 1955 en ca. 1985 vijf patrouillevaartuigen van de Balder-klasse in dienst. Deze werden voornamelijk gebruikt voor visserij-inspectietaken. De vaartuigen waren ongeveer 150 ton groot en voerden 40mm- en 20mm-mitrailleurs en dieptebommen als bewapening.
De vier patrouilleschepen van de Hollandklasse kwamen tussen 2008 en 2010 in de vaart. Ze wedijveren in grootte (ca. 3.750 ton) met een fregat en zijn in staat tot op de oceanen lichte gevechtstaken te verrichten.